# Noise & Flowers
Noise & Flowers es un álbum en directo del músico canadiense Neil Young con el grupo Promise of the Real, publicado por la compañía discográfica Reprise Records el 5 de agosto de 2022.

## Lista de canciones
| N.º | Título                            | Duración |  |
| 1.  | «Mr. Soul»                        | 4:33     |  |
| 2.  | «Everybody Knows This Is Nowhere» | 2:46     |  |
| 3.  | «Helpless»                        | 5:22     |  |
| 4.  | «Field of Opportunity»            | 4:17     |  |
| 5.  | «Alabama»                         | 4:14     |  |
| 6.  | «Throw Your Hatred Down»          | 8:59     |  |
| 7.  | «Rockin' in the Free World»       | 9:59     |  |
| 8.  | «Comes a Time»                    | 3:19     |  |
| 9.  | «From Hank to Hendrix»            | 5:07     |  |
| 10. | «On the Beach»                    | 7:35     |  |
| 11. | «Are You Ready for the Country»   | 3:15     |  |
| 12. | «I've Been Waiting for You»       | 3:52     |  |
| 13. | «Winterlong»                      | 4:11     |  |
| 14. | «Fuckin' Up»                      | 7:17     |  |

## Personal
- Neil Young: voz, guitarra, armónica y piano.
- Lukas Nelson: guitarras y coros.
- Micah Nelson: teclados, guitarras y coros.
- Anthony Logerfo: batería.
- Corey McCormick: bajo y coros.
- Tato Melgar: percusión.

## Posición en listas
| País                            | Posición |
| ------------------------------- | -------- |
| Alemania (Offizielle Top 100)   | 6        |
| Escocia (Scottish Albums Chart) | 4        |
| Países Bajos (Album Top 100)    | 16       |
| Reino Unido (UK Albums Chart)   | 44       |